# Synaphe punctalis
Synaphe punctalis là một loài bướm đêm thuộc họ Pyralidae. Loài này có ở châu Âu.
Sải cánh dài 22–27 mm. Con trưởng thành bay làm một đợt từ tháng 6 đến tháng 8  và are attracted to light.
The caterpillars feed on mosses.

## Hình ảnh

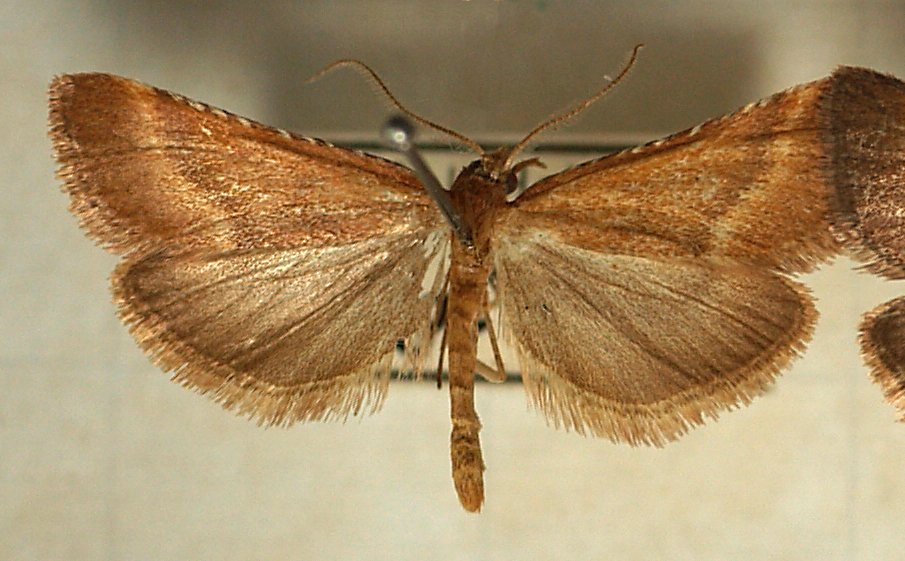
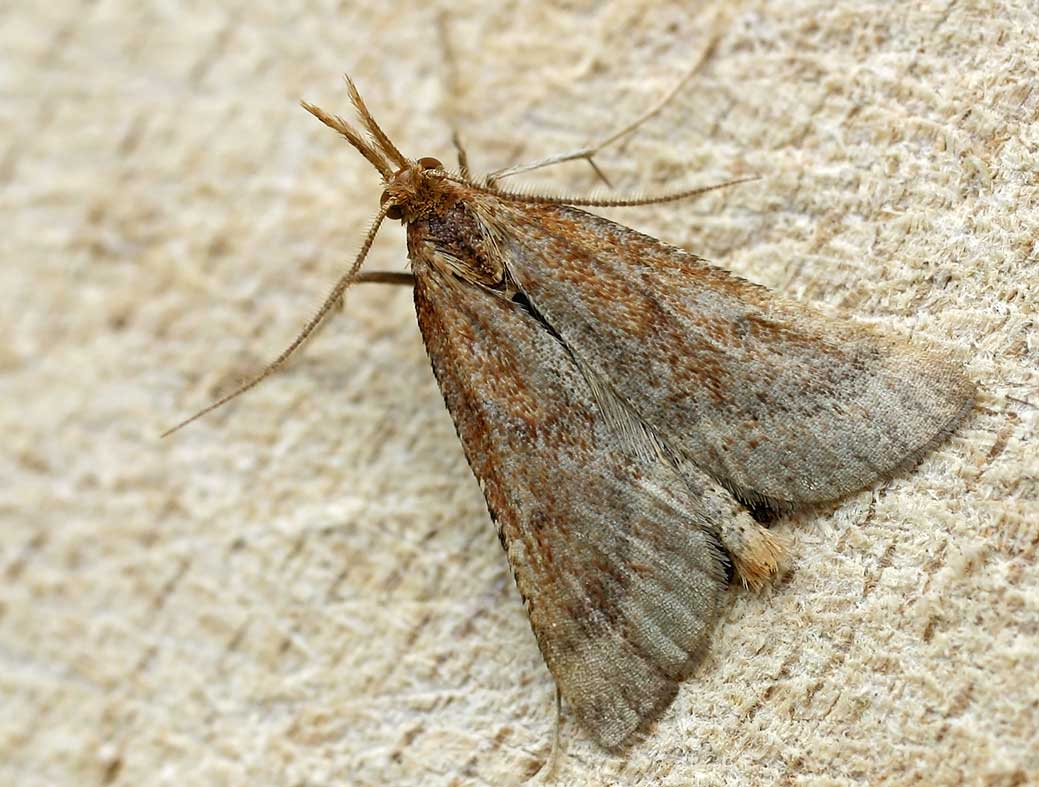
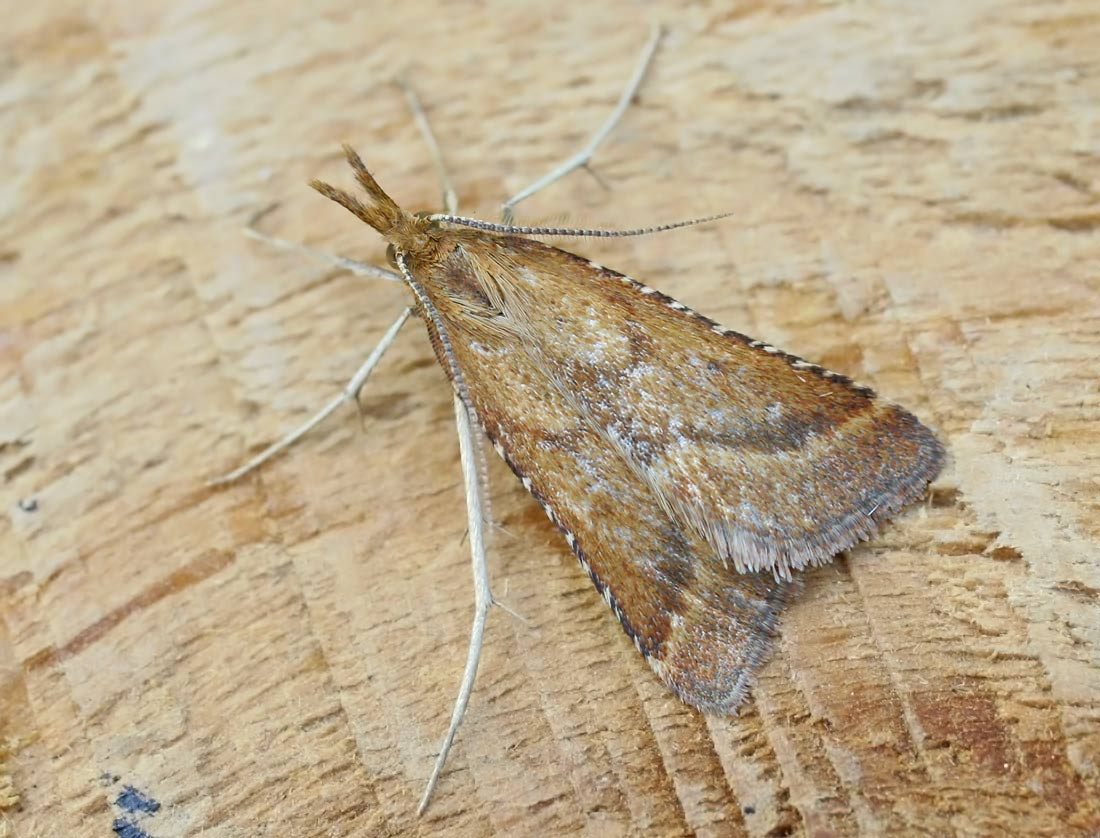
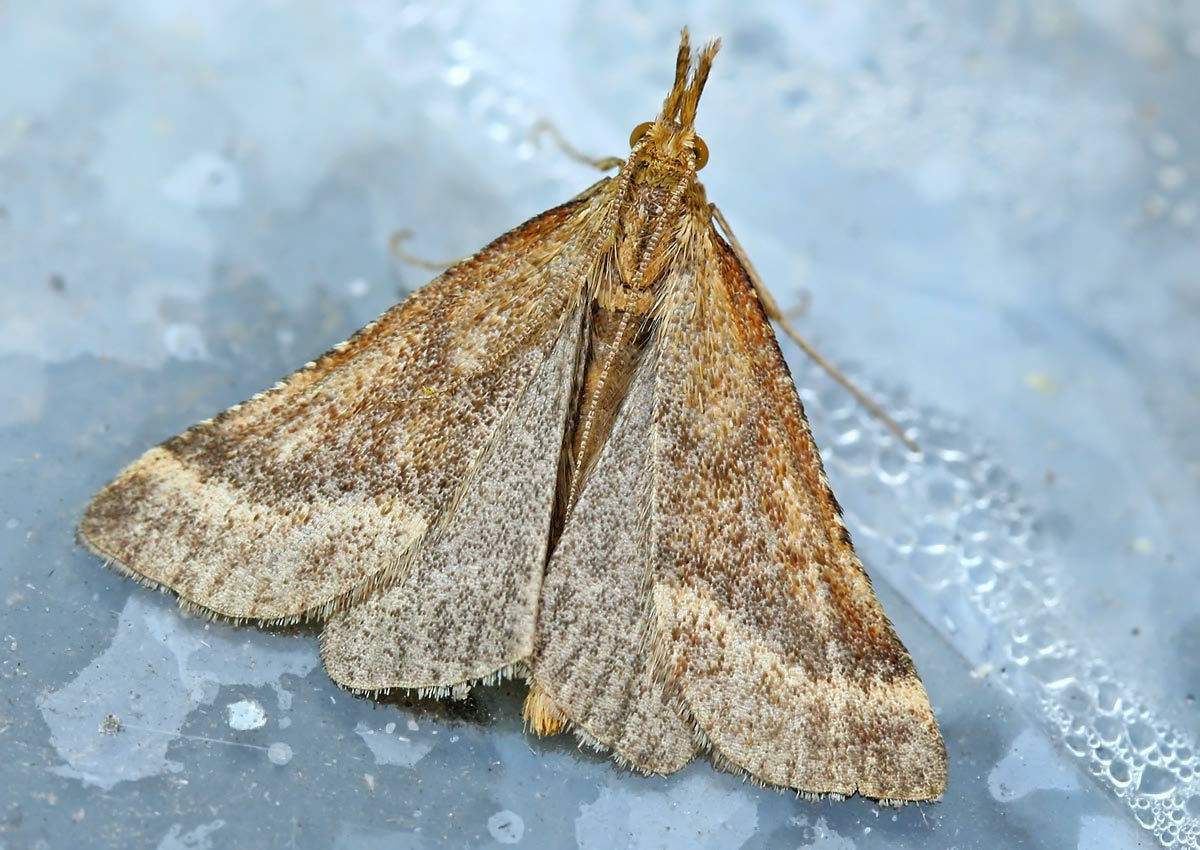